# Giragos II
Giragos II – duchowny Apostolskiego Kościoła Ormiańskiego, w latach 1855–1866 jeden z patriarchów tego Kościoła, Patriarcha-Katolikos Wielkiego Domu Cylicyjskiego.